# Klaus Buß

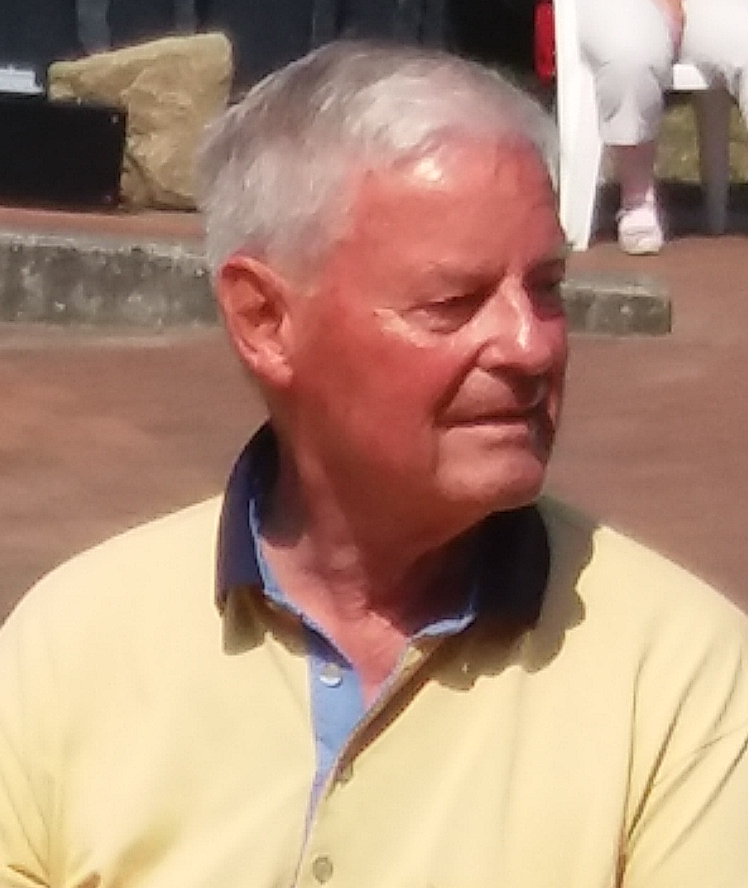
Klaus Buß (2019)

Klaus Buß (Aussprache: buss) (* 15. März 1942 in Schlawe/Pommern) ist ein deutscher Politiker (SPD).
Er war von 1998 bis 2000 Landwirtschaftsminister und von 2000 bis 2005 Innenminister des Landes Schleswig-Holstein.

## Leben und Beruf
Nach dem Abitur 1961 an der Jungmannschule in Eckernförde leistete Buß zunächst seinen Wehrdienst ab und absolvierte dann ein Studium der Rechtswissenschaft in Freiburg im Breisgau und Kiel. Von 1972 bis 1987 war er als Rechtsanwalt und ab 1974 auch als Notar in Eckernförde tätig. Seit 2006 übt er den Anwaltsberuf wieder in Eckernförde aus.
Klaus Buß ist verheiratet und hat ein Kind.

## Partei
Seit 1963 ist er Mitglied der SPD.

## Abgeordneter
Von 1970 bis 1984 war er Mitglied der Ratsversammlung in Eckernförde. Von 1978 bis 1984 war er hier auch Vorsitzender der SPD-Fraktion.
Am 10. Oktober 2001 rückte Klaus Buß in den Landtag von Schleswig-Holstein nach, dem er dann noch bis 2005 angehörte.

## Öffentliche Ämter
Von 1987 bis 1998 war Klaus Buß Bürgermeister der Stadt Eckernförde.
Am 5. Mai 1998 wurde er als Minister für ländliche Räume, Landwirtschaft, Ernährung und Tourismus in die von Ministerpräsidentin Heide Simonis geführte Landesregierung berufen. Nach der Landtagswahl 2000 wurde er am 28. März 2000 zum Innenminister des Landes Schleswig-Holstein ernannt. Für seine Verdienste um eine innenstadtfreundliche Ansiedlungspolitik wurde er 2005 zum Kustos des mittelständischen Unternehmertums ernannt. Seit der missglückten Wiederwahl von Heide Simonis am 17. März 2005 war er nur noch geschäftsführend im Amt. Da sein Parteifreund Ralf Stegner das Amt des Innenministers beanspruchte, schied er nach der Bildung einer Großen Koalition und der Wahl von Peter Harry Carstensen (CDU) zum Ministerpräsidenten am 27. April 2005 aus der Landesregierung aus.

## Ehrenämter
Klaus Buß war Verwaltungsrat der Stadt- und Kreissparkasse Eckernförde von 1974 bis 1998 und Mitglied im Aufsichtsrat des Gemeinnützigen Wohnungsunternehmen (GWU) Eckernförde von 1979 bis 1999 und wieder seit 2007, davon zwischen 1988 und 1999 als Aufsichtsratsvorsitzender und seit 2007 als stellvertretender Aufsichtsratsvorsitzender.
Von 2006 bis 2009 war er Vorsitzender der Pferdesportverbandes Schleswig-Holstein.

## Auszeichnungen
1998 wurde Klaus Buß mit dem  Ehrenring der Stadt Eckernförde ausgezeichnet; 2023 wurde ihm die Willy-Brandt-Medaille verliehen.